# 絶望の犯島-100人のブリーフ男と1人の改造ギャル-
『絶望の犯島-100人のブリーフ男vs1人の改造ギャル-』（ぜつぼうのはんとう-ひゃくにんのブリーフおとことひとりのかいぞうギャル-）は、櫻井稔文による日本の漫画作品。
アシスタントはおらず、背景の描き込み等も含め全ての作業を櫻井が1人で行っている。
2015年2月26日にはフランスのAkata（fr:Akata）から"Ladyboy vs Yakuzas, L'île du désespoir"という題名でフランス語版が出版され、発売日からフランスのAmazonの変態漫画部門1位、漫画部門全体21位に初登場を果たした。

## ストーリー
大規模闇組織・亜九東グループで働くスケコマシのコーゾーは、会長の妻子に手を出した報復として強制的に性転換手術を受けさせられてスタイル抜群の美人ギャルとなり、100人の性犯罪者がひしめく「ギャル犯島」に送られる羽目になってしまった。
自身の体を狙う飢えた野獣のような犯罪者達から逃げ回り、あるいは立ち向かうサバイバル生活や、生き別れの父との思いがけない再会を通して、コーゾーは自身の人生と向き合うことになる。

## ギャル犯島
亜九東グループ会長の亜九東正義が、コーゾーを犯し殺すべく購入した脱出不可能な無人島。性犯罪歴のある100人の変態男が集められており、全員白ブリーフ一枚だけを着用している。コーゾーを犯した者だけが、救助ヘリによって島から出ることが出来る。

## 登場人物

### 主人公
釜島 孝造（かましま こうぞう）
本作の主人公。24歳。旧姓・島田（釜島は母方の姓）。通称コーゾー。闇組織で働いていたが、会長の妻と娘に手を出し、報復として性転換手術によりスタイル抜群の美人ギャルに身体改造され、ギャル犯島へと送られる。手術の際に取り付けられた特殊な人工膣のせいでセックスの際はひどい苦痛を感じ、回数を重ねるとその肉体的負担によって死に至る体になっている。
かつては学業優秀で柔道に励む文武両道の少年だったが、10歳の時に自身が通う小学校で教員をしていた父が女子児童を盗撮して逮捕され、その上自分に罪をなすりつけようとする見苦しい姿を目の当たりにしたことをきっかけにグレてしまった。また、家庭崩壊やいじめによるトラウマからの逃避のためと、自殺未遂を繰り返し廃人になってしまった母の入院費および介護費を稼ぐために女性を騙して金を奪うスケコマシとなった。
当初は軽薄さが目立っていたが、犯島でのサバイバルの中で自身の人生を狂わせた父を捨てきれない様子を見せたり、瀕死の雷音を救うため自らセックスするなど、本来の情の篤さを見せる。犯島脱出後は亜九東グループの警備班に復帰し、母への介護生活を送っている。

### 亜九東グループ
亜九東 正義（あくとう まさよし）
大規模闇組織・亜九東グループの会長。56歳。コテコテの関西弁で話す。禿げで背の低い醜男。嫉妬深い上に執着心が強い残忍非道な性格をしており、自分にとって都合の悪い人物はいとも簡単に殺してしまう。
妻と娘を溺愛しているが、当の二人からは蛇蝎のごとく嫌われており、険悪な家族関係となっている。妻とは18年間セックスレスで、彼女の足の裏を舐めることしか許されていない。妻と娘の両方と関係したコーゾーをギャルに改造し、犯島に送り込んだ。犯島の様子を常時隠しカメラで中継しており、妻と娘にも強制的に見せている。
ギャルになったコーゾーへの陸辱を果たせても彼の「抹殺」を実現できず、痺れを切らして犯島に乗り込むが、ヘリコプターの羽に首を切断されるという凄惨な死を迎える。
亜九東 美里（あくとう みさと）
亜九東正義の妻。元女優でスタイル抜群の美人。娘のキララを産んでから18年間正義との夫婦生活を拒否している。コーゾーとは互いにセフレになっている。
亜九東 キララ（あくとう キララ）
亜九東正義の一人娘。18歳。父とは似ても似つかない美少女。幼い頃から父に束縛された生活を送り、父の執着によって多数の友人や憧れのアイドルグループを含む近親者達が殺されたため、父を憎んでいる。コーゾーとは互いにセフレとなっており、コーゾーを「コーゾー兄ちゃん」と呼んで慕っている。

### ギャル犯島の性犯罪者達
島田 雄造（しまだ ゆうぞう）
コーゾーの父。58歳。元小学校教員。柔道二段。筋金入りのロリコンで、初潮を迎えた女子児童のニオイを嗅ぎ分けるほどの嗅覚を持つ。コーゾーも通う勤務先の小学校で女子児童を盗撮し、逮捕された。本性が露呈する前は立派な父としてコーゾーから尊敬されていた。犯島でコーゾーと再会した際には見る影もなく醜く老けており、コーゾーにショックを与えた。
コーゾーと再会してからは自責の念に苛まれ、陰ながら彼を助けるために独自の行動を起こす。終盤にて、コーゾーを裏切ったジョージを道連れに海に飛び込み溺死するという壮絶な最期を遂げた。
尾澤 火土志（おざわ ひどし）
48歳。元暴力団組織AHHO（アホー）の秘密工作員。腕の良い宮大工だった父の影響で幼い頃から工作を得意としていた。大量の矢を射出する武器を作って他の男達を出し抜き、自作の小屋にコーゾーを連れ込んでセックス寸前にまで持ち込むが、武器の誤作動により事故死する。
マイケル・セバスチャンゴードン徳川Ⅲ世（マイケル・セバスチャンゴードンとくがわさんせい）
45歳。通称ゴッド。本名は「玉 一（たま はじめ）」。非常に毛深く、幼少時のあだ名は「毛玉」。幼い頃から自称霊媒師の母の仕事を手伝い霊感商法のテクニックを会得。18歳から自身の教団を作って金を騙し取ったり若い女性信者を犯しては逃走を繰り返していた。犯島でもインチキ宗教を作って教祖となり、十数名の取り巻きを集めていた。コーゾーを他の男達から守ると偽って心を開かせて騙し打ちで犯し、犯島からの脱出を果たした最初の性犯罪者となった。しかし、後に女性を強姦した罪で警察から追われている際に転落死した。
市河 雷音（いちかわ らいおん）
26歳。人間離れした巨体と怪力、醜い顔を持つ怪物のような男。一般常識が通じずキレると手がつけられないほど凶暴だが、精神年齢は幼く、根は純粋な性格をしている。
人気絶頂のアイドル（現在は女優）だった山咲怜花と若手歌舞伎役者の市河恋の助との間に生まれるが、あまりの醜さゆえ表向きは死産だったことにされ、山奥に幽閉されて老婆に育てられた。20年ぶりに母と再会した際「化け物」と呼ばれ拒絶されてしまい、それによる激しいショックと、初めて老婆以外の美しい女性を見て溢れ出した性欲がないまぜになり暴走、母と付添いのマネージャーをレイプした。事件後も母の愛を求めている。
コーゾーと奇妙な友情を築き、彼をかばって瀕死の傷を負う。コーゾーとセックスしたため犯島から救出され、2人目の脱出者（性犯罪者の中では最後の脱出者）となる。犯島脱出後は奇跡的に容態が回復し、亜九東グループの警備班に着任、コーゾーの親友になった。
狩屋 譲治（かりや じょうじ）
28歳。元戦場カメラマン。通称ジョージ。幼い頃、母が目の前でレイプされたトラウマで普通のセックスが出来ず、女性がレイプされる現場を見ることでしか性的興奮を得られないという歪んだ性癖を持つ。中学の同級生だったヤクザの息子の勝又瑠偉・玲大兄弟と組み、ジョージが女性を誘い兄弟が犯す手口で多くの女性をレイプ被害に遭わせてきた。その後勝又兄弟とは縁を切り、不良兵士にレイプされる女性を見たいという動機で戦場カメラマンになったが、ジャングルで用を足していた際にトラに局部を食いちぎられるという「天罰」を受ける。
亜九東正義の個人的な復讐に巻き込まれたことを腹立たしく思っており、また性犯罪者を殺し「天罰」を与えることが自分の使命であると信じていることから、復讐を台無しにすべくコーゾーと組んで犯島の男達を皆殺しにすることを目論む。過去の所業を深く悔いる一方で、コーゾーが睦男にレイプされる様子をのぞき見て興奮するなど、未だ欲に抗えずにいたあげく、結局はコーゾーを裏切る。コーゾーを我が物にしようとしたが、雄造の抵抗に遭い、最期は雄造とともに海の底に沈んだ。
殿井 睦男（とのい むつお）
資産家の息子。子供時代からいじめられっ子で、犯島に送り込まれる前は長年ひきこもり生活を送っていた。犯島でも壮絶ないじめを受けており、救援物資の缶詰と引き換えにヤクザの尻の穴を舐めさせられたことから「ウォシュレット」というあだ名をつけられた。
犯島の男達への憎しみをジョージに利用されて大量虐殺を行うが、その後用済みになったとしてジョージに殺された。
名前の由来は津山三十三人殺しの犯人・都井睦雄のもじり。

## 余談
櫻井は、以前からサバイバル漫画を描きたいと思っており、シリアスな状況下にコメディを持ち込んだら新しいサバイバル漫画になると考え、本作の執筆に至ったという。
初期段階ではコーゾーがセックスすると快楽を感じるという構想があったが編集者から却下されたことを明かし、結果的にセックスに伴う苦痛と屈辱感が物語に緊迫感を与え、コーゾーの脱出したいという想いを強くする効果があったと話している。
作中では主人公・コーゾーの父や雷音をはじめとする主要な登場人物が性犯罪を犯すまでの過程が詳細に描かれており、その他の性犯罪者達の犯歴も単行本巻末に掲載された「ギャル犯島 性犯罪者図鑑」に記されている。また、ギャル犯島の性犯罪者の一部の外見は、話題を呼んだ事件の関係者や、作者である櫻井の知人など、実在の人物がモデルになっている。

## 評価
- TV Bros.コミックアワード2013「生きろ！サバイバル部門」 第1位
- アマゾン・フランス「変態漫画部門」 第1位/「漫画部門」21位（2015年2月26日）[出典無効]
- このマンガがすごい!2014 第27位
- 映画秘宝準漫ぶらぁ〜 大賞
- 読売新聞社主催『SUGOI JAPAN』漫画部門ノミネート

## 書誌情報
- 櫻井稔文 『絶望の犯島-100人のブリーフ男と1人の改造ギャル-』 双葉社〈アクションコミックス〉、全5巻
  1. 2013年8月28日発行（同日発売）、ISBN 978-4-575-84278-4
  2. 2014年2月28日発行（同日発売）、ISBN 978-4-575-84358-3
  3. 2014年9月27日発行（同日発売）、ISBN 978-4-575-84491-7
  4. 2015年4月28日発行（同日発売）、ISBN 978-4-575-84613-3
  5. 2015年9月28日発行（同日発売）、ISBN 978-4-575-84692-8